# Josef Vítů
Josef Vítů (4. června 1909 Jestřebí u Třebíče – 16. srpna 1979 České Budějovice) byl český architekt.

## Životopis
Vystudoval fakultu architektury a pozemního stavitelství Českého vysokého učení technického v Praze, kterou dokončil v roce 1938. Poté pracoval v několika projektových kancelářích. V roce 1949 se stal spoluzakladatelem Stavoprojektu. V roce 1972 odešel do důchodu. Zabýval se urbanistickými studiemi řady jihočeských měst a část svého života byl hlavním architektem města České Budějovice.

## Dílo
- Architektonická úprava přehrady v Kružberku
- Soutěžní návrh budovy parlamentu na Letné v Praze
- Projekt na asanaci bloku v Chebu
- Památník padlým rudoarmějcům, Hřbitov Svaté Otýlie, České Budějovice (1956)[3]
- Autor silničních přeložek ve Velešíně a v Kaplici
- Kulturní dům pracujících ve Strakonicích (1958–1961)[4]